# Končanica
Končanica är en ort i Kroatien.   Den ligger i länet Bjelovar-Bilogoras län, i den östra delen av landet, 90 km öster om huvudstaden Zagreb. Končanica ligger 152 meter över havet och antalet invånare är 991.
Terrängen runt Končanica är huvudsakligen platt, men österut är den kuperad. Runt Končanica är det ganska tätbefolkat, med 93 invånare per kvadratkilometer. Närmaste större samhälle är Daruvar, 6,8 km sydost om Končanica. Omgivningarna runt Končanica är en mosaik av jordbruksmark och naturlig växtlighet.